# 94e méridien ouest
En géographie, le 94e méridien ouest est le méridien joignant les points de la surface de la Terre dont la longitude est égale à 94° ouest.

## Géographie

### Dimensions
Comme tous les autres méridiens, la longueur du 94e méridien correspond à une demi-circonférence terrestre, soit 20 003,932 km. Au niveau de l'équateur, il est distant du méridien de Greenwich de 10 464 km,.
Avec le 86e méridien est, il forme un grand cercle passant par les pôles géographiques terrestres.

### Régions traversées
En commençant par le pôle Nord et descendant vers le sud au pôle Sud, Le 94e méridien ouest passe par:
| Coordonnées          | Pays, territoire ou mer  | Notes |
| -------------------- | ------------------------ | --- |
| 90° 00′ N, 94° 00′ O | Océan Arctique           | |
| 81° 21′ N, 94° 00′ O | Canada                   | Nunavut — Île Axel Heiberg |
| 78° 53′ N, 94° 00′ O | Baie Norwegian           | |
| 77° 44′ N, 94° 00′ O | Canada                   | Nunavut — Île Cornwall |
| 77° 27′ N, 94° 00′ O | Canal de Belcher         | |
| 76° 55′ N, 94° 00′ O | Canada                   | Nunavut — île Devon |
| 76° 15′ N, 94° 00′ O | Canal de Wellington      | |
| 75° 28′ N, 94° 00′ O | Canada                   | Nunavut — Île Cornwallis |
| 74° 39′ N, 94° 00′ O | Canal de Parry           | Détroit de Barrow |
| 74° 08′ N, 94° 00′ O | Canada                   | Nunavut — Île Somerset |
| 72° 10′ N, 94° 00′ O | Golfe de Boothia         | Baie de Brentford (en) |
| 71° 48′ N, 94° 00′ O | Canada                   | Nunavut — continent |
| 68° 48′ N, 94° 00′ O | Bassin de Rasmussen (en) | |
| 68° 27′ N, 94° 00′ O | Canada                   | Nunavut — continent |
| 61° 05′ N, 94° 00′ O | Baie de Hudson           | |
| 58° 46′ N, 94° 00′ O | Canada                   | Manitoba Ontario — à partir de 53° 32′ N, 94° 00′ O |
| 48° 39′ N, 94° 00′ O | États-Unis               | Minnesota Iowa — à partir de 43° 30′ N, 94° 00′ O Missouri — à partir de 40° 34′ N, 94° 00′ O Arkansas — à partir de 36° 30′ N, 94° 00′ O Louisiane — à partir de 33° 01′ N, 94° 00′ O Texas — à partir de 31° 58′ N, 94° 00′ O |
| 29° 40′ N, 94° 00′ O | Golfe du Mexique         | |
| 18° 15′ N, 94° 00′ O | Mexique                  | Tabasco Veracruz — à partir de 17° 50′ N, 94° 00′ O Oaxaca — à partir de 17° 09′ N, 94° 00′ O Chiapas — à partir de 16° 48′ N, 94° 00′ O                                                                                        |
| 16° 00′ N, 94° 00′ O | Océan Pacifique          | |
| 60° 00′ S, 94° 00′ O | Océan Austral            | |
| 72° 31′ S, 94° 00′ O | Antarctique              | Liste des territoires non revendiqués |